# Sockel 2011
Der Sockel 2011 oder auch LGA 2011 wird normalerweise nur in High-End-PCs oder Servern verwendet. Der Sockel hat 2011 Kontakt-Pins für die passenden Prozessoren. Er löst den Sockel LGA 1366 (Socket B) und den LGA 1567 ab. LGA 2011 wird benutzt bei der Sandy Bridge-E/EP und den dazugehörigen Ivy-Bridge-E/EP-Prozessoren der X79- und C600-Serie (Xeon-Prozessoren).
Der Sockel 2011 wurde am 14. November 2011 veröffentlicht und unterstützt vier DDR3-SDRAM-Speicherkanäle, sowie 40 PCIe 2.0 oder 3.0 Lanes.
Am 29. August 2014 wurde durch die Einführung des weiterentwickelten Sockels 2011-3 der Sockel 2011 abgelöst.